# Flaga stanowa Nowego Jorku
W herbie jest krajobraz z rzeką Hudson, która stanowi swoisty symbol narodowy stanu jako ważny szlak komunikacyjny, który przyczynił się do rozwoju gospodarczego i bogactwa tego rejonu. Wschodzące słońce symbolizuje pomyślną przyszłość. Tarczę podtrzymują boginie wolności i sprawiedliwości. Kolor niebieski oznacza przynależność do Unii. 
Przyjęta 2 kwietnia 1901 roku. Proporcje 10:19